# MUSICATION
『MUSICATION』（ミュージケーション）は、JAY'EDが2009年10月28日にリリースしたメジャー1枚目、通算3枚目のアルバムである。

## 解説
- 前作から1年9ヶ月ぶりのアルバム。シングル・アルバム通じて初のオリコントップ10入り。
- MUSICATIONとはMUSIC+COMMUNICATIONを足したJAY'EDによる造語である。尚、HOME MADE 家族も以前この造語を起用したアルバムを発売している→musication

## 収録曲
1. Everybody
6thシングル
2. Can’t Let Go
5thシングル
3. SUNLIGHT
4. ずっと一緒
3rdシングル
5. CRY FOR YOU
5thシングル
6. This Summertime(Remix)
7. Number 2 Heaven
8. Superwoman
2ndシングル
9. Luv is... feat. EMI MARIA
10. 最後の優しさ(Album ver.)
4thシングル
11. Open Your Heart
12. You’re The Only One / DJ KAORI with JAY’ED
BONUS TRACKとして収録